# 978 (szám)
A 978 (római számmal: CMLXXVIII) egy természetes szám, szfenikus szám, a 2, a 3 és a 163 szorzata.

## A szám a matematikában
A tízes számrendszerbeli 978-as a kettes számrendszerben 1111010010, a nyolcas számrendszerben 1722, a tizenhatos számrendszerben 3D2 alakban írható fel.
A 978 páros szám, összetett szám, azon belül szfenikus szám, kanonikus alakban a 21 · 31 · 1631 szorzattal, normálalakban a 9,78 · 102 szorzattal írható fel. Nyolc osztója van a természetes számok halmazán, ezek növekvő sorrendben: 1, 2, 3, 6, 163, 326, 489 és 978.
A 978 négyzete 956 484, köbe 935 441 352, négyzetgyöke 31,27299, köbgyöke 9,92612, reciproka 0,0010225. A 978 egység sugarú kör kerülete 6144,95523 egység, területe 3 004 883,108 területegység; a 978 egység sugarú gömb térfogata 3 918 367 572,4 térfogategység.